# Phrurolithus portoricensis
Phrurolithus portoricensis is een spinnensoort uit de familie van de Phrurolithidae.
De wetenschappelijke naam van de soort werd in 1930 gepubliceerd door Alexander Petrunkevitch.